# Газопереробний завод Сувайдія
Газопереробний завод Сувайдія — підприємство сирійської нафтогазової промисловості, розташоване на північному сході країни. Перший газопереробний завод в історії країни.
Під час розробки гігантського нафтового родовища Сувайдія отримували значні обсяги супутного газу, для роботи з яким в 1973-му ввели в дію газопереробний завод. Після запуску в 1985-му другої черги комплекс може щодоби приймати 0,66 млн м3 газу та продукувати 0,56 млн м3 товарного газу, 70 тонн конденсату, 132 тонни зрідженого нафтового газу (пропан-бутанова фракція) та 20 тонн сірки.
Окрім ресурсу з Сувайдії, ГПЗ також працює з супутнім газом нафтових родовищ Румайлан та Каратчок.
Основними споживачами товарного газу виступають розташовані за кілька сотень метрів ТЕС Сувайдія I та ТЕС Сувайдія II.